# Петрукович, Анатолий Алексеевич
Анатолий Алексеевич Петрукович (род. 29 августа 1967 года) — российский учёный-физик, специалист в области космической плазмы, геофизики.  
Директор Института космических исследований РАН (с 2018 года). 
Член-корреспондент РАН (2011), академик РАН (2025).

## Биография
Родился 29 августа 1967 года в Москве. 
С детства интересовался космонавтикой. В старших классах увлекся физикой. 
Окончил МФТИ. После окончания вуза пришёл работать в Институт космических исследований.
В 2003 году — защитил докторскую диссертацию, тема: «Динамика и структура магнитного хвоста Земли в зависимости от межпланетного магнитного поля».
В 2011 году — избран членом-корреспондентом РАН, а в 2025 году - академиком РАН.
По итогам выборов директора Института космических исследований РАН от 29 мая 2018 г. избран директором  ИКИ РАН (вступил в должность 21 сентября 2018 г.). 
Переизбран директором в 2023 г. (вступил в должность 15 марта 2024 г.)

В 2024 году выдвинулся кандидатом в Мосгордуму от Единой России. 8 сентября 2024 года был избран депутатом Мосгордумы по 35-му избирательному округу. Беспартийный.

## Научная деятельность
Область научных интересов: физика космической плазмы, физика магнитосферы Земли, космическая погода, приборостроение для космических исследований, организация космической деятельности. Автор более 200 научных публикаций (на 2024 г.).
В 1990—2000 гг. принимал участие в российских и международных космических проектах «Интербол», Geotail (англ.), Cluster, «Спектр-Р».
В настоящее время под его руководством разрабатываются проекты исследований на российских космических аппаратах (КА) «Резонанс», «Луна-Ресурс».
В ходе экспериментальных исследований получил ряд важных результатов:
- определена динамика токовых слоев, важного элемента структуры бесстолкновительной плазмы (найдена и объяснена новая «сдвиговая» неустойчивость слоя; построена новая модель разрушения слоя в ходе цикла накопления энергии и т.д.);
- разработана модель зондовых измерений переменных электрических токов в околоземной плазме, которая применена к анализу дисперсии плазменных волн вблизи околоземной ударной волны;
- открыт и изучен ряд новых глобальных эффектов и структур в магнитосфере Земли;
- разработан ряд оригинальных методов прогноза геомагнитной активности.

Заведующий базовой кафедрой физики космоса факультета физики Национального исследовательского университета «Высшая школа экономики», главный редактор журнала «Космические исследования» РАН, председатель диссертационного совета ИКИ РАН, председатель секции солнечно-земных связей Совета РАН по космосу .

## Награды
- Лауреат медали имени Я. Б. Зельдовича КОСПАР – РАН для молодых ученых (2002 г.)[11]